# Egri Bálint
Egri Bálint (Budapest, 1988. augusztus 23. –) magyar színművész, rendező, dramaturg. Országos ismertségre leginkább a Hacktion, illetve a 3. évadtól Hacktion: Újratöltve című televíziós krimisorozat egyik főszereplőjeként – a bűnüldözés szolgálatába állt számítógépes hacker, „Wotan” (Wozniczky Tamás Nándor, Tamáska) megformálójaként – tett szert; ő volt az egyetlen szereplő, aki a sorozat mind a hat évadában játszott.

## Élete
A Veres Pálné Gimnáziumban érettségizett. 2002-től szerepelt már a Bárka Színház előadásaiban. 2010-ben végzett a Kaposvári Egyetem színész szakán. 2010-től a Karinthy Színházban játszott. 2012-2014 között a Thália Színház tagja volt.

## Filmjei
- Mansfeld (magyar-kanadai filmdráma, 2006)
- Tibor vagyok, de hódítani akarok (magyar vígjáték, 2006)
- Karádysokk (televíziós sorozat, 2010)
- Tűzvonalban (televíziós sorozat, 2010)
- Hacktion (televíziós sorozat, 2011–2012)
- Hacktion: Újratöltve (televíziós sorozat, 2012–2014)
- Az asszony beleszól (magyar tévéjáték, 2014)
- Munkaügyek (magyar sorozat, 2014, 2016)
- Kincsem (magyar színházi felvétel, 2014)
- Starfactory (magyar tévéfilm, 2014)
- Jelenetek 2 házasságból (magyar tévéfilm, 2015)
- Legyetek szeretettel (televíziós sorozat, 2023)

## Színházi közreműködései

### Színészként
- Majdnem 20. Majdnem Színház, Zsámbéki Színházi Bázis
- Rozsda lovag és a kísértet. 2014. február 22., Bozsik Yvette Társulat
- Oroszlánok Aquincumban. Aquincumi Múzeum
- Kincsem. 2014. április 5., Thália Színház
- Jelenetek 2 házasságból. 2014. január 23., Thália Színház
- Starfactory. 2013. június 1., Thália Színház
- Balkán kobra. 2013. december 7., Thália Színház
- Aranysárkány. 2011. január 9., Karinthy Színház
- Hamlettek Klubja. 2011. június 16., Mándy Ildikó Társulata
- Gramp. Budapest Bábszínház
- Az ördögök. 2009. március 1., Kaposvári Egyetem Művészeti Főiskolai kar
- Zendülők. 2009. szeptember 25., Bárka Színház
- West Side Story. 2009. december 11., Csiky Gergely Színház
- Tavaszi áldozat. 2008. március 12., Kaposvári Egyetem Művészeti Főiskolai kar
- Parasztopera. Kaposvári Egyetem Művészeti Főiskolai kar
- Olivér! 2008. november 7., Csiky Gergely Színház
- Iskola a határon. 2006. szeptember 1., Bárka Színház
- Pál utcai fiúk. 2002. augusztus 16., Bárka Színház

### Rendezőként
- Sorslabirintus. Manna Produkció

### Dramaturgként
- East Balkán. 2011. december 3., Bárka Színház

### Alkotóként
- H. (már megint Hamlet?). 2010. március 30., Mándy Ildikó Társulata